# Equilibrio di Schlenk
L'equilibrio di Schlenk (dal nome dal suo scopritore Wilhelm Schlenk), è un equilibrio chimico che avviene nelle soluzioni di reattivi di Grignard tipicamente utilizzati in sintesi organica come potenti agenti alchilanti e basi forti:
{\displaystyle {\ce {2 RMgX <=> MgX2 + MgR2}}}
Il processo è un equilibrio tra due equivalenti di alchil o aril magnesio bromuro a sinistra, e sulla destra con un composto di dialchil o diaril magnesio e un alogenuro di magnesio, tipicamente MgBr2 se X=Br. Bisogna inoltre notare che in soluzione, gli alogenuri di organomagnesio formano dimeri od oligomeri, soprattutto ad alte concentrazioni e in solventi non disgreganti.
La posizione dell'equilibrio dipende dal solvente, dalla temperatura e dalla natura dei vari sostituenti presenti sulle catene alchiliche. È noto che in tetraidrofurano (THF) di Grignard coordina, tramite il magnesio, due molecole di solvente. In questo modo si possono descrivere come aventi formula RMgXL2, dove L=THF.

La presenza di diossano sposta l'equilibrio a destra, mentre esso torna a sinistra per aggiunta di dietil etere.
In applicazioni sintetiche questo equilibrio porta a problemi nello svolgimento di una reazione. Se ad esempio si desidera aprire un epossido tramite attacco nucleofilo di un Grignard, avverranno anche altre reazioni indesiderate dovute alla presenza di MgX2 che agisce come forte acido di Lewis, portando spesso a miscele di prodotti.